# Ben O'Donoghue
Pour les articles homonymes, voir O'Donoghue.
Ben O'Donoghue (né en 1970) est un chef cuisinier australien. Il est également connu pour ses prestations télévisées en Australie et au Royaume-Uni.

## Biographie sommaire
Ben O'Donoghue naît en Angleterre en 1970 avant que ses parents ne décident d'émigrer en Australie cinq ans plus tard. La famille s'installe dans un premier temps à Port Hedland, une ville située dans le nord-ouest de l'Australie-Occidentale, avant de finalement emménager à Perth en 1980.
Adolescent, il est employé dans un restaurant de Rottnest Island, une île touristique située au large de Perth. Cette expérience professionnelle confirme un goût pour la gastronomie qu'il entretient depuis son enfance et le pousse à commencer un apprentissage dans le domaine de la restauration.
À l'issue de celui-ci, il travaille dans un restaurant spécialisé en fruits de mer nommé « Jojo's ». 
Des horaires de 80 heures par semaine le confrontent à la réalité du métier de chef-cuisinier sans pour autant réussir à le décourager. Son diplôme obtenu, il est engagé au poste de sous-chef dans un restaurant local, le « Jessica’s Seafood restaurant », avant de finalement quitter ce poste et tenter l'aventure à Sydney.

Engagé au restaurant « Goodfella’s », un établissement situé dans la banlieue de la métropole australienne, il passe rapidement du statut de chef de partie à celui de sous-chef.
En 1996, il choisit de voyager afin de se perfectionner, comme nombre d'autres chefs avant lui. Il part pour l'Angleterre et trouve un travail dans un établissement de la capitale britannique, « The River Café », où il fait la connaissance d'un certain Jamie Oliver.

Les deux hommes ne tardent pas à sympathiser, ce qui vaut à Ben O'Donoghue d'apparaître dans plusieurs épisodes de la série « The naked chef » tournée peu après.

À l'issue de cette première prestation télévisée, il présente plusieurs émissions sur des chaînes thématiques britanniques : « Quick Cooks » sur CFN en 2000, puis « Great Food Live » sur UKTV Food et Planet Food : Maroc sur Travel Channel, en 2001. En 2002, il coanime la série « The Best » sur la chaîne publique BBC 2 ; l'année suivante, sur cette même antenne, il apparaît dans l'émission culinaire du samedi matin « Saturday Kitchen ».
En 2004, il présente avec son collègue et ami Curtis Stone la première saison d'une émission culinaire produite par la télévision publique australienne : « Surfing the menu ».

Celle-ci est à mi-chemin entre le road-movie gastronomique - les deux chefs voyageant à travers le continent en quête de nouvelles recettes à présenter - et l'émission de cuisine traditionnelle, avec des références récurrentes aux goûts communs des deux coanimateurs, dont le surf.

La série est un succès en Australie, ce qui lui vaut d'être achetée et diffusée dans une trentaine de pays. En France, la série est diffusée en 2006 par la chaîne thématique Cuisine.TV.

Dans le même temps, Ben O'Donoghue  acquiert le restaurant « The Atlantic Bar and grill » de Londres, dont il est le chef en titre ; il se consacre également à l'écriture de livres de recettes et écrit des chroniques dans des revues spécialisées telles que « Delicious Magazine » ou « Olive Magazine ».
Ben O'Donoghue est marié et père de deux enfants : Ruby et Herb